# Nicomache japonica
Nicomache japonica är en ringmaskart som beskrevs av McIntosh 1885. Nicomache japonica ingår i släktet Nicomache och familjen Maldanidae. Inga underarter finns listade i Catalogue of Life.